# 긴급 방송 체계
긴급 방송 체계(영어: Emergency Broadcast System)는 미합중국에서 CONELRAD를 대체하여 도입한 긴급 국민 경보 시스템이다. 또한 긴급 방송 체계 시스템은 1963년부터 1997년까지 사용하였으며, 이후 긴급 경보 체계(EAS)로 대체되었다.

## 목적
1963년 8월 5일 CONELRAD가 긴급 방송 체계로 대체될 때, 시스템의 목적을 "이 시스템은 미국에 전쟁, 전쟁 위협, 심각한 국가 위기 등이 닥칠 경우 미국의 대통령이 미국인에게 신속하게 알리기 위해 도입했다."라고 소개했다. 이후에는 전국 및 지역 내에서 평시의 비상시 사용을 위한 용도로도 사용하게 되었다.
이후 긴급 경보 체계로 대체될 때까지 전국구 규모의 긴급 방송 시스템은 사용되지 않았으나, 1976년부터 1996년까지 민간 긴급 메시지 및 악천후 경보 알림 등을 2만번 발송했다.

## 국가 수준 EBS 발령
1978년 마련된 국가 차원의 EBS 경보는 미합중국의 대통령이 선언하고 백악관 통신기관의 장교가 항공 우주 방어사령부(ADC)나 연방 대책 기구(FRA) 두 기관중 하나 이상에 신호를 발송한다. 이에 참여한 공중 통신인, 라디오 네트워크, 텔레비전 네트워크, AP 통신사, UPI는 이 목적을 위해 특별히 설계된 EAN 텔레타이프 네트워크를 통하여 긴급 조치 알림(EAN)을 수신 및 인증해야 한다. 또한 이 메시지를 받는 사람은 다른 통신망 가입자나 제휴사에 긴급 조치 알림 메시지를 발송해야 한다.
항공 우주 방어사령부나 연방 대책 기구에서 보낸 EAN은 공중 통신인과는 별개로 ABC, CBS, NBC와 같이 독립된 네트워크에서 이 과정을 진행할 수 있으며 심지어는 독립 방송국에서도 이 과정을 진행할 수 있다. "방송국은 대통령의 메시지를 받기 위해 대기하는 다른 방송국에게 알리기 위해 할당된 방송 주파수의 두개 이상을 사용할 수 있다." 방송국의 할당된 주파수에서 송신을 할 뿐 아니라 CONELRAD의 EBS와 같이 텔레비전 네트워크, FM/AM 방송국 등이 이 EBS에 참여할 수 있었다. EBS 라디오 방송국은 AM 640이나 1240으로 송신할 수 없으며, FM 라디오나 텔레비전 방송국은 AM 방송국에서와 같은 동일한 전파를 송신할 수 없었다.

## 같이 보기
- 긴급 경보 체계
- 긴급 대중 경보 체계
- 4분 경보
- CONELRAD
- 영국 국가 공격 경보 체계
- 전시 방송 서비스

## 추가 자료
- MacDonald, John (1996년 11월 24일). “Emergency Broadcast Test to Tone Down Its Warning”. 《Los Angeles Times》.